# Língua krimchaque
A língua krimchaque, crimchaque ou krymchak (кърымчах тыльы) é uma língua turcomana falada na Crimeia pelos krimchaques. É considerada por muitos como um dialeto da língua tártara da Crimeia. É também conhecida como “Tártaro judeu-crimeano”.

## Escrita
Como a maioria das línguas de judeus, o crimchaque apresenta muitas palavras originárias da língua hebraica.. Antes da era da União Soviética era escrita com o alfabeto hebraico. Durante o domínio soviético nos anos 1930 foi escrita com o alfabeto turcomano uniforme, uma variante  do alfabeto latino, como ocorreu com a língua tártara da Crimeia e com o caraima. Presentemente é escrita com o alfabeto cirílico com 32 letras e ligeiras modificações.

## História
A comunidade judaico-crimchaque” foi dizimada durante o Holocausto nazista. Quando em 1944 a maioria dos Tártaros da Crimeia foi deportada para o Uzbequistão soviético, muitos dos falantes do krimchaque estavam entre essas pessoas e alguns ficaram nessa nação.

## Falantes
Hoje a língua está praticamente extinta. No Censo de 2001 da Ucrânia foram registrados tão somente 785 crimchaques da Crimeia, dos quais apenas uma centena fala a língua. Há pouquíssimo falantes em Israel e na Turquia.

## Amostra de vocabulário
Há muita similaridade entre o crimchaque e o turco:
| Krymchaque | Turco   | Português |
| Kılıç      | Kılıç   | Espada    |
| Arıslan    | Arslan  | Leão      |
| Yaka       | Yaka    | Colar     |
| Yulduz     | Yıldız  | Estrela   |
| Yaş        | Yaş     | Idade     |
| Yol        | Yol     | Estrada   |
| Kalkan     | Kalkan  | Escudo    |
| Yanhı      | Yeni    | Novo      |
| Yel        | Yel     | Vento     |
| Tülkü      | Tilki   | Raposa    |
| Sıçan      | Sıçan   | Rato      |
| İmırtha    | Yumurta | Ovo       |
| Taş        | Taş     | Pedra     |
| Altın      | Altın   | Ouro      |
| Tengiz     | Deniz   | Mar       |
| Kumuş      | Gümüş   | Prata     |
| Ögüz       | Öküz    | Boi       |
| Koy        | Koyun   | Carneiro  |
| Suv        | Su      | Água      |
| At         | At      | Cavalo    |
| Agaç       | Ağaç    | Árvore    |
| Yeşil      | Yeşil   | Verde     |